# Длугі-Конт (Люблінське воєводство)
Длугі-Конт (пол. Długi Kąt) — село в Польщі, у гміні Юзефув Білгорайського повіту Люблінського воєводства. Населення — 781 особа (2011).

## Історія
За даними етнографічної експедиції 1869—1870 років під керівництвом Павла Чубинського, у селі переважно проживали римо-католики, меншою мірою — греко-католики, які розмовляли українською мовою.
У 1975—1998 роках село належало до Замойського воєводства.

## Демографія
Демографічна структура станом на 31 березня 2011 року:
|          | Загалом | Допрацездатний вік | Працездатний вік | Постпрацездатний вік |
| -------- | ------- | ------------------ | ---------------- | -------------------- |
| Чоловіки | 355     | 55                 | 254              | 46                   |
| Жінки    | 426     | 73                 | 239              | 114                  |
| Разом    | 781     | 128                | 493              | 160                  |